# Witalij Papadopuło
Witalij Władimirowicz Papadopuło, ros. Виталий Владимирович Пападопуло, gr. Βιτάλης Παπαδόπουλος (ur. 19 lutego 1963 (w niektórych źródłach 13 lipca) w Krasnym Sulinie, w obwodzie rostowskim, Rosyjska FSRR, ZSRR) – rosyjski piłkarz pochodzenia greckiego, grający na pozycji napastnika, a wcześniej pomocnika, trener piłkarski.

## Kariera piłkarska
Wychowanek Szkoły SDJuSSzOR Nika Krasny Sulin oraz ROSzISP-10 Rostów nad Donem. W 1981 roku rozpoczął karierę piłkarską w wojskowej drużynie SKA Rostów nad Donem. Latem 1983 przeniósł się do lokalnego rywala klubu Rostsielmasz Rostów nad Donem, w której występował przez 5 lat. Potem ponownie grał na przemian w barwach rostowskich klubów SKA i Rostsielmasz. W 1991 bronił barw czterech klubów - APK Azow, drużyny rezerw Szachtara Donieck, fińskiego Pallo-Iirot Rauma i Krystału Chersoń. Latem 1992 przeszedł do klubu Łokomotiw-Eretisport Niżny Nowogród. W latach 1993–1994 występował na ojczyźnie przodków w Panionios GSS, ale zagrał tylko jeden mecz i latem 1994 powrócił do Rostsielmaszu Rostów nad Donem. W 1997 przeszedł do Torpiedo Arzamas. W 1999 grał w amatorskim zespole Maksima Rostów nad Donem. W 2005 w wieku 43 lat zakończył karierę piłkarską w drużynie FK Batajsk.

## Kariera trenerska
Po zakończeniu kariery piłkarskiej rozpoczął pracę szkoleniową. Od 2006 do 2010 pracował w klubie FK Batajsk-2007 na różnych stanowiskach - asystenta trenera, wiceprezesa ds bezpieczeństwa oraz administratora klubu.

## Sukcesy i odznaczenia

### Sukcesy klubowe w piłce nożnej
- mistrz Drugiej Ligi ZSRR: 1985
- wicemistrz Drugiej Ligi ZSRR: 1984
- wicemistrz Rosyjskiej Pierwszej Ligi: 1994